# Pseudagrion sudanicum
Pseudagrion sudanicum är en trollsländeart. Pseudagrion sudanicum ingår i släktet Pseudagrion och familjen dammflicksländor. IUCN kategoriserar arten globalt som livskraftig.

## Underarter
Arten delas in i följande underarter:
- P. s. rubroviride
- P. s. sudanicum
- P. s. vansomereni